# Convento de San Agustín (Alcoy)
El convento de San Agustín fue un convento que estaba ubicado en la ciudad de Alcoy (Alicante), Comunidad Valenciana. Su iglesia fue derribada durante la guerra civil española. Su estilo arquitectónico era el gótico valenciano.
Fue fundado en el siglo XIV y quedó desocupado en el siglo XIX. Actualmente destruido, se levantaba "extramuros, en la isla comprendida entre la plaza de España, edificio del Ayuntamiento, Instituto Nacional de Previsión, Caja de Ahorros Provincial de Alicante, calle Sant Llorenç, Valls y Escola."

## Historia
El primer documento en donde se cita el convento agustino es el testamento de Margarita de Lauria y Entenza, el 29 de diciembre de 1340 que afirma ser la fundadora. La fecha de la fundación sería el 26 de julio de 1338, siguiendo la opinión del padre Picher en el siglo XVIII. Doña Margarita, esposa del conde de Terranova, era hija del almirante Roger de Lauria y de Saurina de Entenza. Algunas fuentes, como Madoz, apuntaban a esta última como la fundadora del convento en 1290. Con su fundación, el convento recibió diversas propiedades: l'Oliver, l'Olm, la Lloba, el Botjar y la senda de les Ombries. Su primer prior fue Guillem Desprats. El 1 de noviembre de 1382 recibió la autorización para recibir las rentas de una capellanía fundada por el conde de Terranova, un hecho que estaba prohibido expresamente en los Fueros del Reino de Valencia.
Para la construcción del convento, el arquitecto Berenguer Jofre aprovechó los restos de un castillo levantado para las guerras de Múrcia en 1265. Trabajaron picapedreros venidos de Valencia, Montesa, Xativa y Múrcia y a los gastos contribuyeron las comunidades islámicas de Seta y de Travadell. Las capillas se construyeron en el año 1346.
Con la desamortización de Mendizábal, en 1837, el convento fue adquirido por la ciudad y se habilitaron los terrenos para mercados y viviendas, con una reforma a cargo del arquitecto José Moltó Valor. Sobre estos terrenos se construyó la casa consistorial de Alcoy, obra de Jorge Gisbert Berenguer, entre 1843 y 1865. 
La iglesia de San Agustín fue derribada durante la guerra civil española por orden del Consejo Económico Político Social de Alcoy, al mismo tiempo que ordenaba el derribo de otras iglesias de Alcoy, cómo la iglesia de Santa María o la iglesia San Mauro. Después de la guerra se acabó de urbanizar el área que ocupaba la iglesia y el convento.

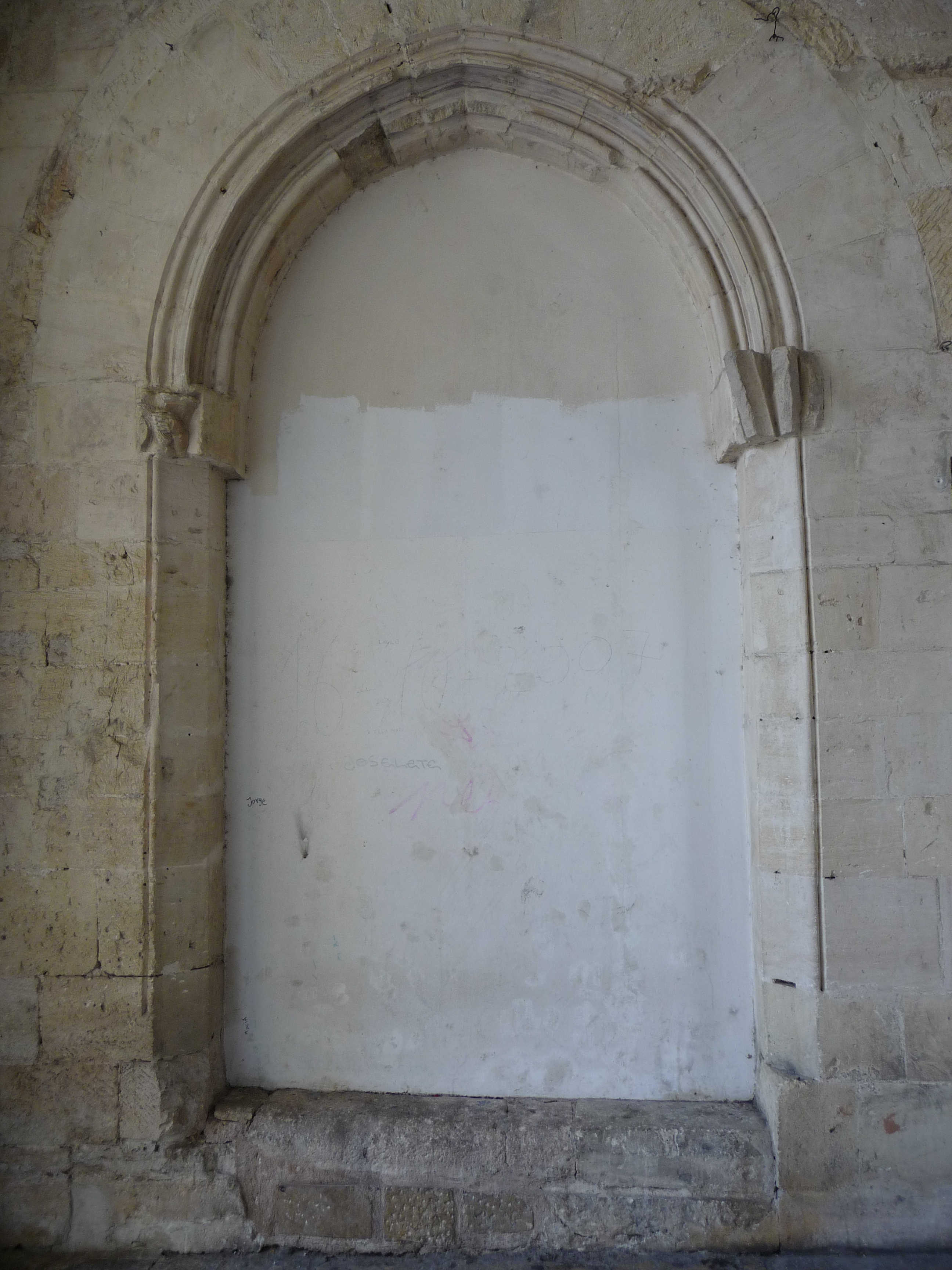
Arco gótico de la iglesia del convento de San Agustín en uno de los accesos a la Plaza de Dins.

Actualmente, el único resto del antiguo convento de San Agustín de Alcoy es un arco gótico, correspondiente a la iglesia, que se puede observar en el acceso a la plaza de Dins desde la calle de Sant Tomàs.
El conjunto contaba con una iglesia y un convento, rodeados de un foso y con una puerta cada uno, con lo cual tenía componentes de fortaleza. Había, además, un claustro, el cual ocupaba parte de la actual plaza de Dins.